# Потехин, Павел Николаевич
Павел Николаевич Потехин (1928—2016) — советский промышленный деятель, Почётный гражданин Тольятти.

## Биография
Родился 10 октября 1928 года в Калуге в семье служащих.
Первоначально работал на строительстве Братской ГЭС на должностях прораба, главного инженера, начальника строительного управления. Трудовую деятельность в Тольятти начал в 1970 году в должности заместителя начальника Промышленного Управления капитального строительства Волжского автомобильного завода. С 1975 по 1980 годы работал руководителем Тольяттинского сектора института «Куйбышевгражданпроект». 
Находясь c 1980 года на посту первого заместителя председателя горисполкома Тольятти, Потехин занимался вопросами строительства и социально-экономического развития города. В этой должности бессменно работал девять лет и в 1989 году вышел на пенсию. Одновременно с производственной, занимался общественной деятельностью — избирался депутатом Тольяттинского городского Совета народных депутатов 4-х созывов.
Умер 23 сентября 2016 года в Тольятти. Похоронен на Баныкинском кладбище города. Тольяттинский скульптор Виктор Фомин выполнил бронзовый портрет П. Н. Потехина для его надгробия.

## Награды
- Награждён орденом Трудового Красного Знамени, медалями и  Почетным знаком мэра города Тольятти «За заслуги перед городом Тольятти» (2005).
- За особые заслуги перед городским сообществом Решением Думы городского округа Тольятти от 21 мая 2008 года № 892 Потехину Павлу Николаевичу присвоено звание «Почетный гражданин города Тольятти».[1]